# مدينة كويل
مدينة كويل المعروفة سابقًا باسم مدينة الرؤية والمعروفة باسم بندر واواسان في اللغة الملايوية، هي مشروع تطوير متكامل مكتمل جزئيًا يقع على طول طريق السلطان إسماعيل، بالقرب من كامبونج بارو في كوالالمبور، ماليزيا.

## المشروع
تم تطوير المشروع في الأصل بواسطة شركة RHB-Daewoo Sdn Bhd وهي شركة تابعة مباشرة سابقة لشركة راشد حسين بيرهاد. كانت المرحلة الأولى من المشروع التي اكتملت جزئيًا، والتي تتكون من ثلاثة كتل شاهقة الارتفاع، واحدة من العديد من المشاريع المهجورة والمكتملة جزئيًا في المدينة. كان فندقا دوتا جراند حياة وبلازا راكيات من بين الفنادق الأخرى الجديرة بالملاحظة، أدت الصعوبات المالية التي واجهها المطور الأصلي إلى التخلي عن مشروع تطوير مدينة كويل.
تشمل المكونات المهجورة جزئيًا والمكتملة في مدينة الرؤية مبنى تجاريًا، ومبنى مكاتب شاهق الارتفاع، ومبنى سكني، تم الاستحواذ على هذه الأجزاء غير المكتملة من قبل المطور في شركة البيع بالتجزئة عام 2007، وتمت إعادة تسمية المشروع بالكامل باسم مدينة كويل.
تم الانتهاء من بناء المبنى التجاري باسم مول مدينة كويل، والذي تم افتتاحه في 16 أكتوبر 2014. كما خططت شركة كويل لإطلاق مشروع المبنى السكني في وقت ما من عام 2014، وبرج المكاتب المكون من 40 طابقًا في وقت لاحق.

## التصميم
يتضمن أمر التطوير المعتمد مسبقًا لمشروع مدينة الرؤية الأصلي إنشاء مركز تجاري مكون من سبعة طوابق بمساحة صافية قابلة للتأجير تبلغ 752,000 قدم2 (69,900 م2)، وبرج مكاتب مكون من 35 طابقًا يتسع لـ 500,000 قدم2 (46,000 م2) من المساحة القابلة للتأجير، ومبنى سكني مكون من 45 طابقًا و450 وحدة سكنية، و2280 موقفًا للسيارات. في أغسطس 2009، كشفت شركة سبارك عن تصميمها المقترح لإعادة تطوير مركز التسوق، والذي يتميز بحديقة في منطقة مفتوحة محمية ذات تهوية طبيعية في الجزء المركزي من المركز التجاري.

## التاريخ
في عام 1995، استحوذت شركة RHB Daewoo على قطعة الأرض التي تغطي مساحة 4.6 هكتار (11.5 فدانًا) والتي يقع عليها مشروع مدينة الرؤية. من عام 1996 إلى عام 2005، قامت الشركة ببيع أبراج المكاتب الثلاثة المكتملة حاليًا والتي تشكل جزءًا من تطوير المبنى. قبل إنشائها، نجحت الشركة في تأمين بيع برج المكاتب رقم 1، والذي يبلغ ارتفاعه الآن 29 طابقًا، وتم بيع المبنى إلى بنك بيمبانجونان ماليزيا بيرهاد، وهو مؤسسة مالية تنموية مملوكة للحكومة الماليزية. تم الانتهاء من بناء المبنى وتسليمه للمشتري في عام 2000، وهو يضم حاليا المقر الرئيسي للشركة، وتم الانتهاء من برج المكاتب 2، الذي يبلغ ارتفاعه 33 طابقاً في عام 2000 وتم بيعه إلى ديوان بانداريا كوالالمبور المسمى مجلس مدينة كوالالمبور مقابل 108.2 مليون رينغيت ماليزي، ويضم برج المكاتب 2 حاليًا أحد المقرين الرئيسيين لشركة ديوان بندرايا كوالالمبور، كما تم الانتهاء من بناء برج المكاتب رقم 3 المكون من 31 طابقًا في عام 2001. تم بيعه إلى مجلس أمانة راكيات مقابل 105 مليون رينجيت ماليزي، كما يضم هذا المبنى حاليًا الحرم الجامعي لجامعة كوالالمبور.
في عام 2007، قامت شركة مدينة الرؤية المطور الذي غير اسمه منذ ذلك الحين من RHB Daewoo، ببيع جميع الطوابق غير المكتملة المتبقية من مشروع التطوير إلى شركة مول كويل التجارية مقابل 430 مليون رينجيت ماليزي، تشمل المباني غير المكتملة قطعة أرض لبناء مبنى مكاتب رابع، مع قطعة أرض شاغرة مجاورة تبلغ مساحتها 397 مترًا مربعًا، ومركزًا تجاريًا مكتملًا جزئيًا ومبنى شقق مكتمل جزئيًا.

## المركز التجاري
تم افتتاح المركز التجاري للمشروع المعروف باسم مول مدينة كويل في 16 أكتوبر 2014، في إشارة إلى عنوانه الموجود في القطعة 1018، جالان سلطان إسماعيل. يتميز المركز التجاري بسبعة طوابق من منافذ البيع بالتجزئة، حيث تعتبر شركة AEON المحدودة هي المركز الرئيسي بالإضافة إلى المستأجرين الرئيسيين مثل سينما الشاشات الذهبية و إتش أند أم، كان هذا أول متجر لشركة أيون في وسط مدينة كوالالمبور منذ ربع قرن منذ إغلاق متجر بلازا ديابومي في عام 1989. يوجد لدى GSC سينما في الطابق الخامس فوق سطح الأرض.
بعد مرور بضع سنوات، أغلقت سلسلة متاجر السوبر ماركت أيون أبوابها أخيرًا وتم استبدالها بسلسلة متاجر NSK، وهي سلسلة متاجر سوبر ماركت محلية تابعة لشركة الجملة NSK Trade City، وتم افتتاح السوبر ماركت رسميًا في 20 ديسمبر 2021 باعتباره أول منفذ في ماليزيا ويمتد على مساحة تزيد عن 85,000 قدم مربع (7,900 م2) من المساحة.
يرتبط كول مدينة كويل بـمحطة مونوريل ميدان توانكو بجوار جسر في الطابق الثاني. بالتناوب كج12 دانج وانجي و إس بي 5، وتقع محطتي السلطان إسماعيل على بعد 400 متر و600 متر سيرًا على الأقدام على التوالي.